# Discografia de Mercyful Fate
Discografia e videografia completa da banda dinamarquesa Mercyful Fate.

## Discografia

### Álbuns de estúdio
| 1983                                                                            | Melissa - Lançamento: 30 de outubro de 1983 - Gravadora: Roadrunner - Formato: CD, CS, LP              | —  | —  | —  |
| 1984                                                                            | Don't Break the Oath - Lançamento: 7 de setembro de 1984 - Gravadora: Roadrunner - Formato: CD, CS, LP | 33 | —  | —  |
| 1993                                                                            | In the Shadows - Lançamento: 22 de junho de 1993 - Gravadora: Metal Blade - Formato: CD, CS, LP        | —  | —  | 16 |
| 1994                                                                            | Time - Lançamento: 25 de setembro de 1994 - Gravadora: Metal Blade - Formato: CD, CS, LP               | —  | —  | —  |
| 1996                                                                            | Into the Unknown - Lançamento: 20 de agosto de 1996 - Gravadora: Metal Blade - Formato: CD, CS, LP     | —  | 31 | —  |
| 1998                                                                            | Dead Again - Lançamento: 9 de junho de 1998 - Gravadora: Metal Blade - Formato: CD, CS, LP             | —  | —  | 28 |
| 1999                                                                            | 9 - Lançamento: 9 de maio de 1999 - Gravadora: Metal Blade - Formato: CD, LP                           | —  | —  | 45 |
| "—" denotes releases that did not chart or were not Lançamento in that country. | |    |    |    |

### Coletâneas
| Ano  | Detalhes                                                                                                 |
| ---- | --- |
| 1987 | The Beginning - Lançamento: 27 de junho de 1987 - Gravadora: Roadrunner - Formato: CD, CS, LP            |
| 1992 | Return of the Vampire - Lançamento: 12 de maio de 1992 - Gravadora: Roadrunner - Formato: CD, CS, LP     |
| 1992 | A Dangerous Meeting - Lançamento: 6 de outubro de 1992 - Gravadora: Roadrunner - Formato: CD, CS, LP     |
| 2003 | The Best of Mercyful Fate - Lançamento: 15 de setembro de 2003 - Gravadora: Roadrunner - Formato: CD, CS |

## Extended plays
| Ano  | Detalhes                                                                                         |
| ---- | ------------------------------------------------------------------------------------------------ |
| 1982 | Mercyful Fate - Lançamento: 25 de setembro de 1982 - Gravadora: RaveOn - Formatos: CS, LP        |
| 1994 | The Bell Witch - Lançamento: 27 de junho de 1994 - Gravadora: Metal Blade - Formatos: CD, CS, LP |

## Singles
| Ano  | Detalhes |
| ---- | --- |
| 1983 | "Black Masses" - Lançamento: 1983 - Album: Melissa - Gravadora: Roadrunner                                    |
| 1993 | "Egypt" - Lançamento: 1993 - Album: In the Shadows - Gravadora: Metal Blade                                   |
| 2009 | "Evil" - Lançamento: 14 de julho de 2009 - Album: Guitar Hero: Metallica (videogame) - Gravadora: Metal Blade |

## Music videos
| Ano  | Título                  | Diretor        |
| ---- | ----------------------- | -------------- |
| 1993 | "Egypt"                 | Desconhecido   |
| 1994 | "The Bell Witch"        | John Kornarens |
| 1994 | "Nightmare Be Thy Name" | Desconhecido   |
| 1994 | "Witches' Dance"        | Desconhecido   |
| 1996 | "The Uninvited Guest"   | Desconhecido   |
| 1998 | "The Night"             | Desconhecido   |